# Regimiento de Infantería de Montaña 31
El Regimiento de Infantería de Montaña 31 (RIM 31) fue una unidad del Ejército Argentino con asiento en la provincia de Mendoza.

## Historia orgánica
En el año 1944 se creó el Regimiento de Infantería de Montaña 31 con asiento en la Guarnición de Ejército «San Rafael», establecimiento que abandonó en 1952 para radicarse en el Cuartel de Ejército «Tupungato» en forma definitiva.
Al principio dependió del Destacamento de Montaña 8; en 1960 pasó estar subordinado a la flamante 8.ª División de Infantería de Montaña.
En el año 1964 el Ejército resolvió la disolución de su Regimiento 31.